# Echt darmwier
Het echt darmwier (Ulva intestinalis, synoniem: Enteromorpha intestinalis) is een algensoort, behorende tot de groenwieren (Chlorophyta). Totdat ze werden geherclassificeerd door genetisch werk dat in de vroege jaren 2000 werd voltooid, werden de buisvormige leden van het zeesla-geslacht Ulva in het geslacht Enteromorpha geplaatst.

## Kenmerken
Het echt darmwier is helder bleekgroen tot donkergroen gekleurd en ziet eruit als een darm. De plantvorm (thallus) is vrijwel onvertakt en vormt een buis van ca. 1 cm dikte. Vanwege de luchtbellen die er in zitten ziet het thallus er vaak opgeblazen uit. Dit thallus zit aan het ene einde vast aan de ondergrond. Ze worden zo’n 75 cm lang en bovenaan zijn ze breder dan aan de onderkant. De bladeren kunnen 10-30 cm of meer lang zijn en 6-18 mm in diameter, waarvan de uiteinden meestal afgerond zijn.

## Verspreiding
Het echt darmwier is over het algemeen wereldwijd verspreid voor in gematigde tot subtropische gebieden. Het kan onder andere worden gevonden in de Beringzee bij Alaska, de Aleoeten, Puget Sound, Japan, Korea, Mexico, de Filipijnen en Rusland. Daarnaast kan het worden gevonden in Israël, en in Europese landen als de Azoren, België, Denemarken, Ierland, Noorwegen, Polen, en in zeeën als de Oostzee en de Middellandse Zee. Het wordt ook gevonden aan de kusten van de Stille Oceaan, inclusief Nieuw-Zeeland. in Nederland komt echt darmwier voor in de ondiepere delen van de Oosterschelde, de Waddenzee en op veel plaatsen in de meer open delen van de Noordzee.

## Leefomgeving
Het echt darmwier komt voor in een breed scala van leefomgevingen op alle niveaus van de kust. Waar geschikte ondersteuning beschikbaar is, zal het groeien op rotsen, modder, zand en in rotspoelen. Het is overvloedig aanwezig in brakwatergebieden, waar sprake is van aanzienlijke afvloeiing van zoet water en in natte gebieden van de spatzone. Het is ook een veel voorkomende epifyt op andere algen en schelpen. Het zeewier kan losraken van de ondergrond en zal omhoog gestuwd door de luchtbellen, naar de oppervlakte stijgen, waar het blijft groeien in drijvende massa's.